# Wavellita
La wavellita es un mineral de la clase de los minerales fosfatos, y dentro de esta pertenece al llamado “grupo de la wavellita”. Fue descubierta en 1805 en una mina al norte de Devon (Inglaterra), siendo nombrada así en honor de William Wavell, físico inglés que descubrió el mineral. Sinónimos poco usados son: bialita, devonita, fischerita, lasionita, lazionita o zepharovichita.

## Características físicas y químicas
Es un fosfato hidroxilado e hidratado de aluminio, que forma parte del grupo de la wavellita. Los otros miembros de este grupo son la allanpringita (el equivalente con hierro en lugar de aluminio) y la fluorwavellita, el análogo con flúor ocupando uno de los dos grupos hidroxilos independientes. Contiene siempre una proporción significativa de flúor y a veces trazas de hierro. Se encuentra generalmente como agregados con estructura interna radiada y zonada, con frecuencia con formas esféricas con zonados concéntricos de distintos tonos de verde. También se encuentra como pequeños cristales incoloros, estriados longitudinalmente.

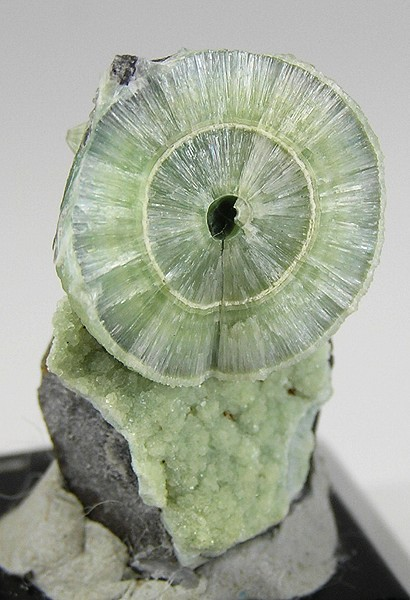
Wavellita en forma de sección de esfera radiada. Mina Avant, condado de Garland Arkansas (USA) 3.4 cm.

## Formación y yacimientos
Se forma como mineral secundario formado a bajas temperaturas, y es   común en rocas metamórficas de bajo grado con aluminio, en yacimientos de fosfatos y limonita: Más rara vez se ha encontrado en vetas hidrotermales tardías. 
La wavellita es un mineral común, que se ha encontrado en varios centenares de localidades. En las minas de Llallagua (Bolivia), aparece como cristales bien definidos de un tamaño de hasta 5 mm, sobre cristales de cuarzo. Se consideran entre los mejores del mundo. En España, los mejores ejemplares se han encontrado en Palazuelos de las Cuevas (Zamora) donde aparece asociada a variscita y a turquesa. También se ha encontrado en el Filón Norte, Tharsis (Huelva). En México, se ha encontrado ejemplares de buena calidad en la mina Evans, el San Quintín (Baja California).

## Usos
Puesto que aparece frecuentemente en forma de ejamplares vistosos, es muy apreciado en el mundo del coleccionismo de minerales. También puede utilizarse como gema cortada en forma de cabujones. La cantera del monte Mauldin, en el condado de Montgomery, Arkansas (USA) ha proporcionado muchos ejemplares con formaciones botrioidales radiadas interiormente, distribuidas en las colecciones de todo el mundo.